# Hamilton Naki
Hamilton Naki (Città del Capo, 26 giugno 1926 – Città del Capo, 29 maggio 2005) è stato un infermiere, insegnante e ricercatore sudafricano, citato da varie pubblicazioni medico-scientifiche (come per esempio il Lancet) come assistente del professor Christiaan Barnard in occasione del primo trapianto di cuore effettuato al mondo, nel 1967.
La questione se Naki sia stato o meno assistente di Barnard nel suo celebre intervento è controversa. Fra le prime fonti a riportare questa notizia ci fu la rivista Economist che tuttavia pubblicò poco tempo dopo una rettifica secondo cui Naki, pur avendo a lungo collaborato con Barnard come suo "braccio destro", e avendo tra l'altro effettuato trapianti sperimentali su animali, non avrebbe preso parte al primo trapianto su un uomo.
Altre fonti sostengono invece che il ruolo di Naki sarebbe stato volutamente nascosto all'opinione pubblica per motivi legati al regime dell'apartheid che vigeva in Sudafrica al tempo dell'intervento. In particolare, all'epoca dell'apartheid un coinvolgimento diretto di Naki nell'intervento sarebbe stato illegale, e pertanto lo stesso Barnard sarebbe stato di fatto costretto a tenerlo nascosto.
In ogni caso, Naki ha ricevuto numerosi riconoscimenti ufficiali per il suo ruolo nella storia della cardiochirurgia, fra cui la laurea honoris causa dall'università di Città del Capo e la massima onorificenza sudafricana, consegnatagli nel 2003 dal presidente Thabo Mbeki.